# Kostel Saint-Jean-Baptiste de Belleville
Kostel Saint-Jean-Baptiste de Belleville (tj. svatého Jana Křtitele z Beleville) je katolický farní kostel v 19. obvodu v Paříži, v ulici Rue de Belleville. Jeden z prvních novogotických kostelů v Paříži byl postaven v letech 1854-1859. Je zasvěcen svatému Janu Křtiteli a pojmenován podle ulice, respektive podle bývalé obce Belleville.

## Historie
První zmínka o náboženských aktivitách v Belleville se nachází v biskupském listu z roku 1543, podle kterého obyvatelé vesnice Belleville-sur-Sablon získali právo mít přenosný oltář, u kterého sloužil mše vikář z farnosti Saint-Merry. V roce 1645 byl postaven nový kostel, jehož základní kámen byl nalezen při stavbě současného kostela v roce 1854. Až do roku 1802 vesnice Belleville spadala do této farnosti Saint-Merry.
Současný kostel vznikl v letech 1854-1859. V roce 2008 zde byla zřízena křestní kaple a uloženy ostatky svatého Jean-Marie Vianney (1786-1859).

## Architektura
Návrh kostela i vnitřního zařízení vytvořil Jean-Baptiste-Antoine Lassus (1807-1857), významný architekt novogotické architektury ve Francii. Sochařskou výzdobu provedl Aimé-Napoléon Perrey, vitráže vyrobil Auguste de Martel.

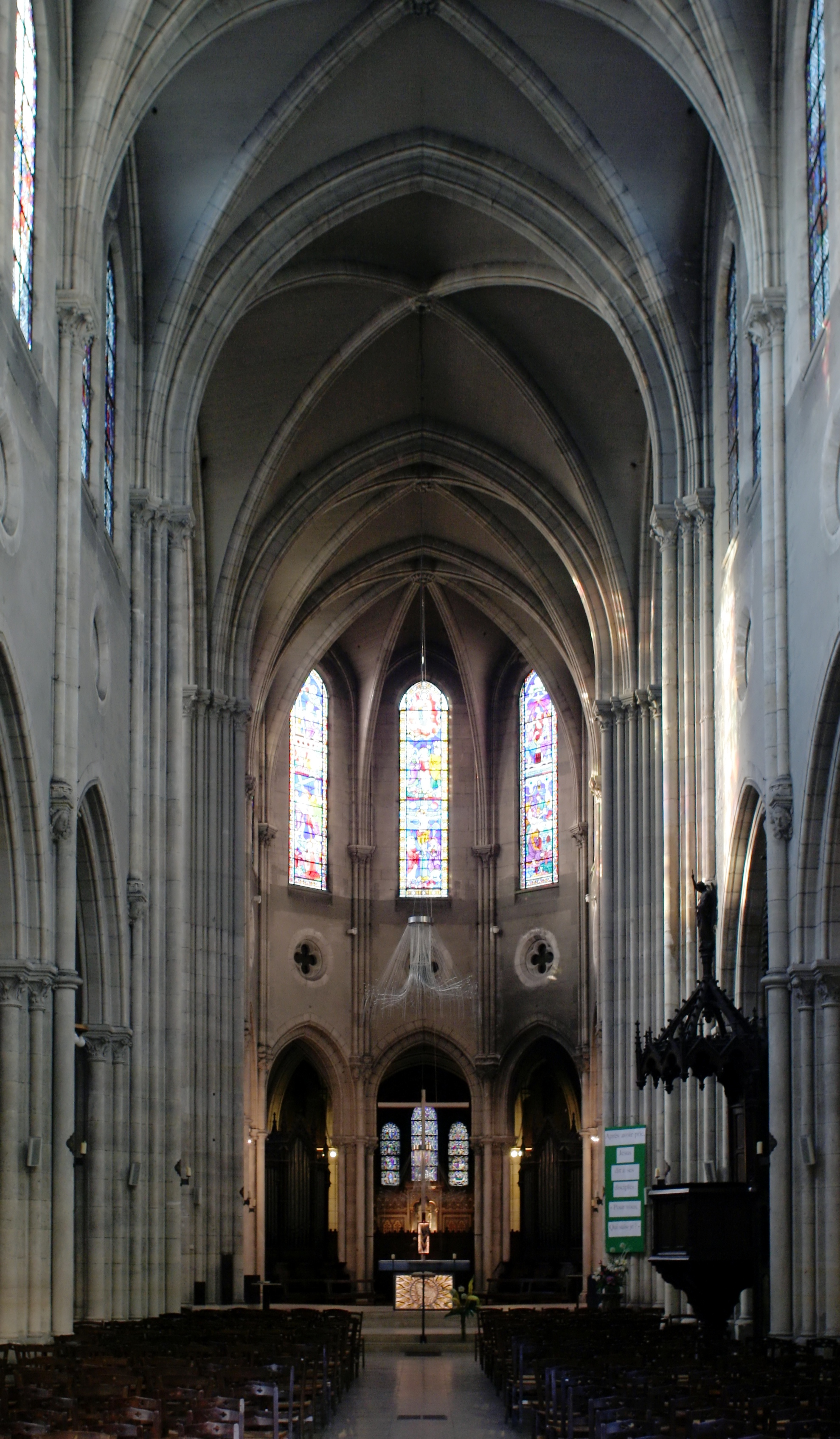
Hlavní loď kostela

Kostel má hlavní loď, dvě boční lodě a osm bočních kaplí, transept, chór, chórový ochoz se sedmi kaplemi, dvě sakristie a dva zvony ve věžích. Kostel měří 68 m na délku a 25 m na šířku. Průčelí je vysoké 26 m, výška každé věže 57 m, výška klenby v hlavní lodi činí 19 m a 8 m v bočních lodích.
Výzdoba fasády odkazuje na patrona kostela svatého Jana Křtitele. V hlavním portálu je zobrazeno: archanděl Gabriel oznamující Zachariášovi narození syna, Marie navštěvuje svou sestřenici Alžbětu, narození sv. Jana, kázání sv. Jana, Jan křtí Ježíše, Jan kritizuje Héróda, stětí sv. Jana, jeho hlava nesena Herodiadě, velebení Krista.

Na sloupu mezi dveřmi je Jan na poušti představující beránka božího.

Levý portál: prorokové Izajáš a Malachiáš předvídají Jana Křtitele

Pravý portál: Ježíš a Jan ve vězení, Kristus osvobozuje Adama a Evu, triumf Jana Křtitele.
Levý portál transeptu (Rue Lassus) má v tympanonu výjev pařížský arcibiskup François-Nicolas Morlot a Církev představují svatému Janu Křtiteli jeho kostel v Belleville.
Pravý portál transpetu (Rue de Palestine) představuje v tympanonu: zmrtvýchvstání Krista, Ježíšův hrob je chráněn pěti vojáky.

## Interiér
Vitráže v hlavní lodi zobrazují starozákonní výjevy.
Oltář svatého Jana Křtitele se třemi oltářními obrazy od Théodora Maillota (1826-1888): Křtění Ježíše Krista, Kázání sv. Jana, Stětí sv. Jana.
Oltář sv. Josefa se třemi oltářními obrazy od Augusta Leloira (1809-1892): Narození sv. Josefa, Svatba Josefa a Marie, Smrt sv. Josefa.
Velké varhany vytvořil Aristide Cavaillé-Coll v roce 1863. Varhany na kůru pocházejí z roku 1859.